# 大沼美琴
大沼 美琴（おおぬま みこと、1993年5月2日 - ）は、山形県寒河江市出身のバスケットボール選手である。ニックネームは「リト」。ポジションはシューティングガード。デンソーアイリスに所属していた大沼美咲は姉。

## 来歴
姉の後を追うようにバスケットボールを始め、姉と同じ山形市立商業高校への進学。
高校では1年次に第1回U-16アジア選手権の日本代表に選ばれ準優勝、2年次にも第1回U-17世界選手権出場を果たす。3年次には主将を務め、姉も成し遂げなかったウィンターカップ決勝進出を果たし、敗れて準優勝に終わったものの、ベスト5に選ばれた。
卒業後の2012年、JXサンフラワーズに加入。
2014年、仁川アジア大会に出場する日本代表に選出され銅メダル獲得。
2021年、シャンソンVマジックに移籍。
2023年2月22日、方向性の違いを理由にシャンソン化粧品を退団したことを発表。
2024年、藤岡 麻菜美がヘッドコーチを務める千葉英和高校のアシスタントコーチに就任したことが、本人のインスタグラムより判明した。

## 経歴
- 寒河江市立陵南中学校 - 山形市立商業高校 - JX（2012年〜2021年） - シャンソン（2021年～2023年）

## 日本代表歴
- 2009年FIBAアジアU-16女子選手権
- 2010年FIBAU-17女子世界選手権
- 2014年アジア競技大会